# Candor Chasma
Candor Chasma est une des vallées de Valles Marineris qui s'étend d'est en ouest.
La sonde Mars Global Surveyor a découvert dans ce secteur des dépôts stratifiés. On en soupçonnait déjà l'existence grâce aux images des sondes Mariner 9 en 1972 et Viking en 1976.